# Un meurtre est-il facile ? (pièce de théâtre)
Pour les articles homonymes, voir Un meurtre est-il facile ? (homonymie).
Un meurtre est-il facile ? (Murder is Easy) est une pièce de théâtre policière de Clive Exton de 1993 adaptée du roman éponyme d'Agatha Christie de 1939.

## Historique de la pièce
En 1993, Clive Exton, scénariste sur la série télévisée Hercule Poirot de 1989 à 2001, adapte pour le théâtre le roman Un meurtre est-il facile ? d'Agatha Christie.